# 12. ročník udílení Cen Sdružení filmových a televizních herců
12. ročník udílení Cen Sdružení filmových a televizních herců se konal 29. ledna 2007 ve Shrine Exposition Center v Los Angeles v Kalifornii. Ocenění se předalo nejlepším filmovým a televizním vystoupením v roce 2005. Nominace byly oznámeny 5. ledna 2006. Ceremoniál vysílaly stanice TNT a TBS. Speciální cenu získala Shirley Temple Black.

## Vítězové a nominovaní
Tučně jsou označeni vítězové.

### Film
| Nejlepší mužský herecký výkon v hlavní roli | Nejlepší ženský herecký výkon v hlavní roli |
| --- | --- |
| - Philip Seymour Hoffman jako Truman Capote – Capote - Russell Crowe jako James Braddock – Těžká váha - Heath Ledger jako Ennis Del Mar – Zkrocená hora - Joaquin Phoenix jako Johnny Cash – Walk the Line - David Strathairn jako Edward R. Murrow – Dobrou noc a hodně štěstí | - Reese Witherspoonová jako June Carter Cash – Walk the Line - Judi Denchová jako Laura Henderson – Show začíná - Felicity Huffmanová jako Sabrina Osbourne – Transamerika - Charlize Theronová jako Josey Aimes – Její případ - Ziyi Zhang jako Chiyo Sakamoto – Gejša |
| Nejlepší mužský herecký výkon ve vedlejší roli | Nejlepší ženský herecký výkon ve vedlejší roli |
| - Paul Giamatti jako Joe Gould –Těžká váha - George Clooney jako Bob Barnes – Syriana - Matt Dillon jako John Ryan – Crash - Jake Gyllenhaal jako Jack Twist – Zkrocená hora - Don Cheadle jako Graham Walters – Crash                                                          | - Rachel Weisz jako Tessa Quayle – Nepohodlný - Michelle Williamsová jako Alma Beers Del Mar – Zkrocená hora - Amy Adamsová jako Ashley Johnsten – Junebug - Catherine Keener jako Harper Lee – Capote - Frances McDormandová jako Glory Dodge – Její případ            |
| Nejlepší obsazení ve filmu | |
| - Crash – Sandra Bullock, Don Cheadle, Matt Dillon, Jennifer Esposito, William Fichtner, Brendan Fraser, Terrence Howard, Ludacris, Thandie Newton, Ryan Phillippe, Larenz Tate - Zkrocená hora - Capote - Snaž se a jeď                                                        | |

### Televize
| Nejlepší mužský herecký výkon v seriálu (drama) | Nejlepší ženský herecký výkon v seriálu (drama) |
| --- | --- |
| - Kiefer Sutherland jako Jack Bauer – 24 hodin - Alan Alda jako Arnold Vinick – Západní křídlo - Patrick Dempsey jako Dr. Derek Shepherd – Chirurgové - Hugh Laurie jako Dr. Gregory House – Dr. House - Ian McShane jako Al Swearengen – Deadwood | - Sandra Oh jako Cristina Yang – Chirurgové - Patricia Arquette jako Allison DuBois – Medium - Geena Davis jako Mackenzie Allen – První prezidentka - Mariska Hargitay jako detektiv Olivia Benson – Zákon a pořádek: Útvar pro zvláštní oběti - Kyra Sedgwick jako Brenda Leigh Johnson – Closer                                               |
| Nejlepší mužský herecký výkon v seriálu (komedie) | Nejlepší ženský herecký výkon v seriálu (komedie) |
| - Sean Hayes jako Jack McFarland – Will a Grace - Larry David jako Larry David – Larry, kroť se - Jason Lee jako Earl J. Hickey – Jmenuju se Earl - William Shatner jako Denny Crane – Kauzy z Bostonu - James Spader jako Alan Shore – Kauzy z Bostonu | - America Ferrera jako Betty Suarez – Ošklivka Betty - Felicity Huffmanová jako Lynette Scavo – Zoufalé manželky - Julia Louis-Dreyfus jako Christine Campbell – Nové trable staré Christine - Megan Mullally jako Karen Walker – Will a Grace - Jaime Pressly jako Joy Turney – Jmenuju se Earl - Mary-Louise Parker jako Nancy Botwin – Tráva |
| Nejlepší mužský herecký výkon v minisérii nebo TV filmu | Nejlepší ženský herecký výkon v minisérii nebo TV filmu |
| - Paul Newman jako Max Roby – Zánik Empire Falls - Kenneth Branagh jako Franklin Delano Roosevelt – Warm Springs - Ted Danson jako Richard Mason – Jezdci z jižního Bronxu - Ed Harris jako Miley Roby – Zánik Empire Falls - Christopher Plummer jako Bernard Law – Vlajky našich otců | - S. Epatha Merkerson jako Rachel "Nanny" Crosby – Lackawanna blues - Tonantzin Carmelo jako Thunder Heart Woman – Na Západ - Cynthia Nixonová jako Eleanor Roosevelt – Warm Springs - Joanne Woodward jako Francine Whiting – Zánik Empire Falls - Robin Wright jako Grace Roby – Zánik Empire Falls                                           |
| Nejlepší obsazení (drama) | |
| - Ztraceni – Adewale Akinnuoye-Agbaje, Naveen Andrews, Emilie de Ravin, Matthew Fox, Jorge Garcia, Maggie Grace, Josh Holloway, Malcolm David Kelley, Daniel Dae Kim, Yunjin Kim, Evangeline Lilly, Dominic Monaghan, Terry O'Quinn, Harold Perrineau, Michelle Rodriguez, Ian Somerhalder, Cynthia Watros - Chirurgové - Closer - Západní křídlo - Odpočívej v pokoji                           | |
| Nejlepší obsazení (komedie) | |
| - Zoufalé manželky – Roger Bart, Andrea Bowen, Mehcad Brooks, Ricardo Antonio Chavira, Marcia Cross, Steven Culp, James Denton, Teri Hatcherová, Felicity Huffmanová, Brent Kinsman, Shane Kinsman, Eva Longoria, Mark Moses, Doug Savant, Nicollette Sheridan, Brenda Strong, Alfre Woodard - Arrested Development - Kauzy z Bostonu - Larry, kroť se - Raymonda má každý rád - Jmenuju se Earl | |